# Comeback
Comeback (letterlijk: terugkomen) of rentrée is de terugkeer van een persoon in de oefening van een bepaald beroep of de terugkeer als zodanig naar een bepaald, eerder behaald niveau. Men spreekt met name van een re-entry als het gaat om een artiest, bijvoorbeeld een acteur uit de filmindustrie of de theaterwereld, een theatermaker zoals een cabaretier, een televisiepersoonlijkheid of een zanger of ander persoon die werkzaam is in de muziekindustrie.

## Bekende comebacks
- Tiger Woods, Amerikaans golfer
- Michael Jordan, Amerikaans basketballer
- Michael Schumacher, Duits voormalig autocoureur in Formule 1, zeven keer wereldkampioen